# 카르티에 뒤 몽파르나스
카르티에 뒤 몽파르나스(Quartier du Montparnasse)는 프랑스 파리 14구에 위치한 53번째 행정 카르티에으로, 센강 좌안, 몽파르나스 대로와 라스파유 대로의 교차점의 남쪽에 위치하였다. 이 카르티에의 남서부 지역은 1860년 다른 행정 단위와 코뮌과 함께 도시에 합병되었다.
일반적으로 카르티에 뒤 몽파르나스는 광란의 20년대 예술가들이 열광한 것으로 유명한 동명의 언덕을 포함하지만, 언덕 주변은 몽파르나스 행정 카르티에에 포함되지 않는다.

## 문화 구역

### 역사

#### 예술가 공동체
몽파르나스에 거주했거나 자주 드나든 예술가들 가운데, 유명한 예술가로는 아래와 같은 이들이 있다.
- 기욤 아폴리네르, 1913년부터 생제르맹 대로 202번지에 거주. 그곳에서 아폴리네르는 라스파유 대로 278번지에 거처를 둔 수아레 드 파리 그룹과 자주 만나며, 라 클로즈리 데 릴라에 드나들었다.
- 앙투안 부르델은 1909년부터 1929년까지 아카데미 드 라 그랑드 쇼미에르에서 수학했다. 부르델은 1930년 앙투안부르델가로 이름이 개칭된 멘 골목 16번지에서 죽기 1년 전까지 거주하며 작업했다. 부르델은 몽파르나스 묘지에 묻혔다.
- 콘스탄틴 브랑쿠시(1876-1957)은 조각가로, 파리에 거주할 무렵 롱생 골목에 거처를 뒀는데, 1916년부터 1927년까지는 8번지, 1927년부터 사망한 1957년까지는 11번지에서 살았다.
- 조르주 브라크는 몽파르나스에서 조금 떨어진 두아니에-루소가에 위치한 오귀스트 페레가 계획하여 건축한 주거지 겸 아틀리에에 자리를 잡았다.
- 폴 세잔은 화가로, 1870년에는 노트르담데샹가 53번지에서 살며 작업했고, 이후 1871년에는 슈브뢰즈가 5번지에 위치한, 자신의 친구이던 조각가 필리프 솔라리 역시 살고 있던 건물에 거주하였다.

#### 황금기
곡예사와 같은 삶을 살면서 살림이 궁핍했던 위의 예술가 공동체와 만나고자, 주로 미국의 부유한 예술 애호가들, 거트루드 스타인, 페기 구겐하임, 이디스 워튼, 해리 크로스비는 D. H. 로런스, 아치볼드 매클리시, 제임스 조이스, 케이 보일, 하트 크레인, 어니스트 헤밍웨이, 윌리엄 포크너, 도로시 파커 같은 비평가들의 조력으로 몽파르나스 공동체로 오게 된다.